# Borstig käringtand
Borstig käringtand (Lotus subbiflorus) är en ärtväxtart som beskrevs av Mariano Lagasca y Segura. Enligt Catalogue of Life ingår Borstig käringtand i släktet käringtänder och familjen ärtväxter, men enligt Dyntaxa är tillhörigheten istället släktet käringtänder och familjen ärtväxter. Arten förekommer tillfälligt i Sverige, men reproducerar sig inte. Inga underarter finns listade i Catalogue of Life.

## Bildgalleri

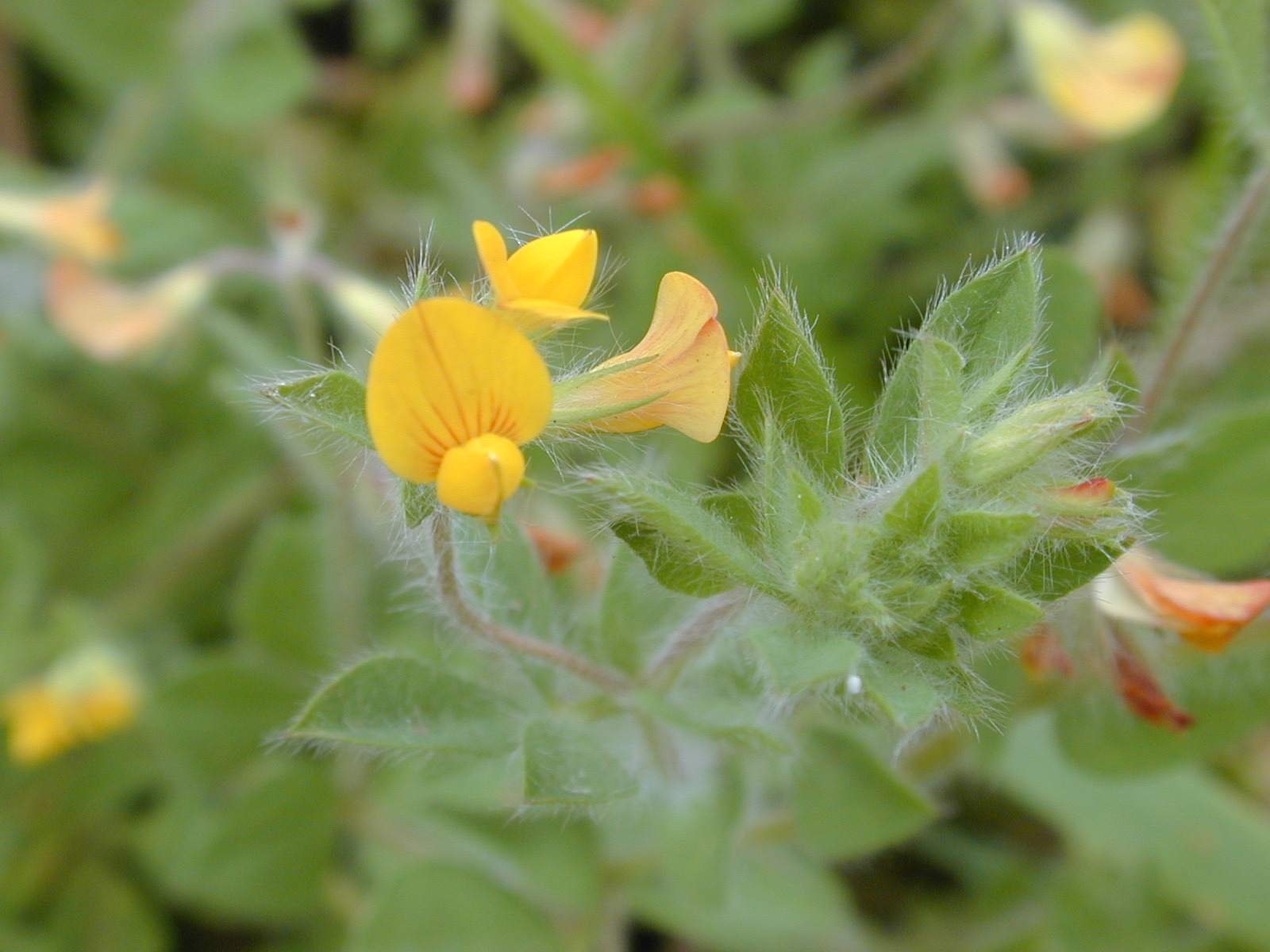
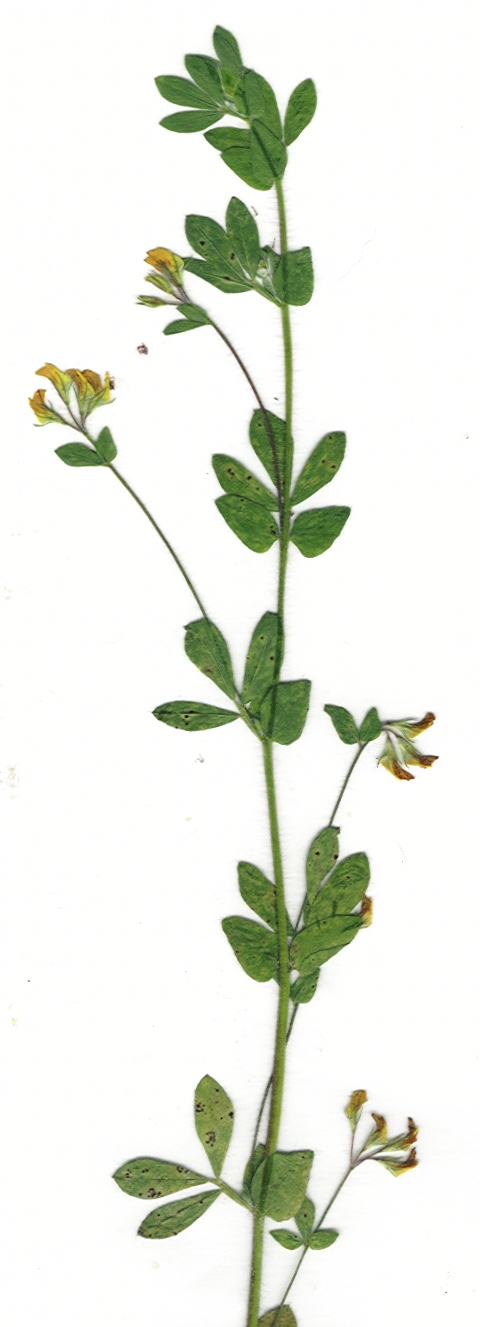
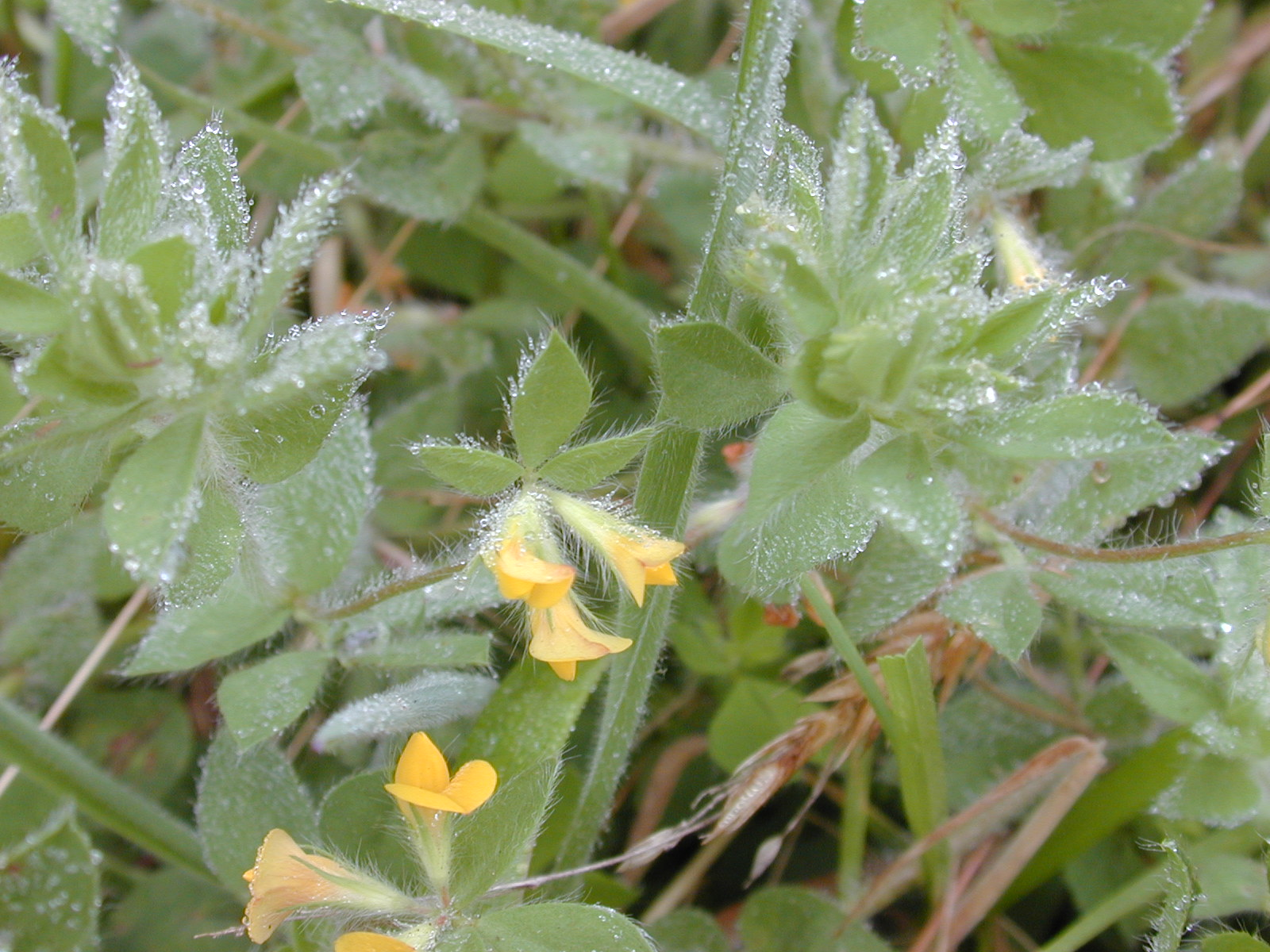
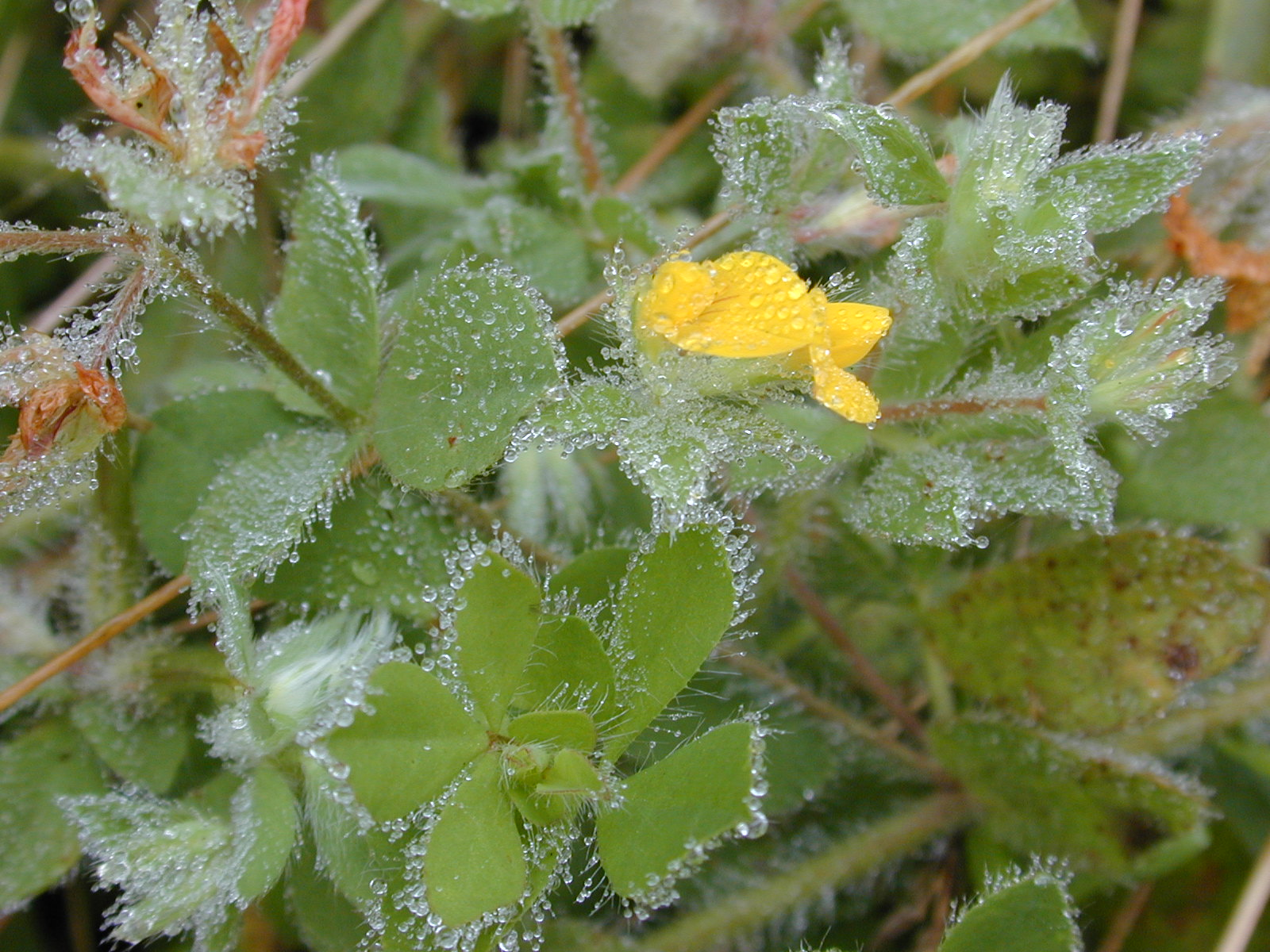